# Sanoma
Sanoma Oyj (von 1999 bis 2008 SanomaWSOY) ist ein finnischer Medienkonzern mit Hauptsitz in Helsinki. Das Angebot des Unternehmens umfasst Zeitungen, Zeitschriften, Fernsehsender und Radiostationen sowie Internetangebote in den Niederlanden, Finnland und Belgien. Im Bildungsbereich ist Sanoma mit Lernangeboten darüber hinaus in Polen und Schweden vertreten.

## Geschäftsbereiche
Seit dem 1. Januar 2014 ist Sanoma in drei Geschäftsbereiche unterteilt, die am Gesamtumsatz von 1,902 Mrd. Euro im Geschäftsjahr 2014 folgende Anteile besaßen:
- Sanoma Media Netherlands (34,3 Prozent) (verkauft an DPG Media am 20. April 2020)[4]
- Sanoma Media Finland (33,5 Prozent)
- Sanoma Learning (15,4 Prozent)

Der restliche Umsatzanteil von 16,8 Prozent wurde von anderen Aktivitäten erwirtschaftet, die nicht aus dem Kernbereich stammen.
Das Unternehmen hält die Mehrheit am finnischen Privatfernsehsender Nelonen und ist Eigentümer der finnischen Tageszeitung Helsingin Sanomat. Der russische Verlag Independent Media Sanoma Magazines, eine Tochter von Sanoma Media, ist einer der Gesellschafter der Zeitung Wedomosti.

## Geschichte
Am 16. November 1889 erschien die erste Ausgabe der Zeitung Päivälehti (dt. Tagesblatt). Als die Zeitung Anfang Juli 1904 von der russischen Zensur verboten wurde, gründeten die Herausgeber um Eero Erkko die Nachfolgezeitung Helsingin Sanomat (dt. Helsinkier Nachrichten), die erstmals am 7. Juli 1904 erschien. Am 14. Dezember 1904 wurde das Unternehmen Sanoma ins Handelsregister eingetragen. 1949 wurde die seit 1932 erscheinende Abendausgabe der Helsingin Sanomat zur eigenständigen Zeitung Ilta-Sanomat (dt. Abend-Nachrichten). Ab 1951 veröffentlichte Sanoma unter Lizenz von Disney die Comicreihe Aku Ankka mit Geschichten von Donald Duck.
1981 kaufte Sanoma den Kabelfernsehanbieter Helsinki Televisio (HTV). 1983 fasste Sanoma die Publikation von Zeitschriften, Büchern und Comics im Tochterunternehmen Sanomaprint zusammen, aus der dann zum 1. Januar 1994 zusammen mit der Fernsehsparte die Helsinki Media Company wurde. Am 1. Juni 1997 startete die Ausstrahlung des Fernsehsenders Nelonen. Am 18. November 1997 erschien die erste Ausgabe der werktäglichen Wirtschaftszeitung Taloussanomat (dt. Wirtschaftsnachrichten). Anfang 1999 startete Helsinki Televisio unter dem Namen HTVi die Vermarktung von Internetanschlüssen über sein Kabelnetz.

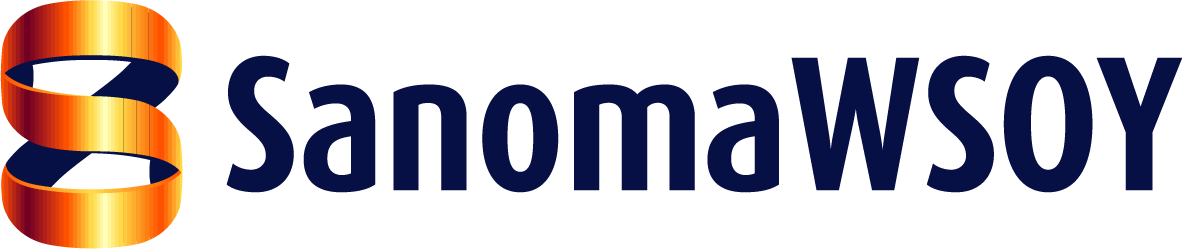
Firmenlogo von 1999 bis 2008

Am 1. Mai 1999 fusionierte Sanoma mit dem Verlag WSOY (Werner Söderström Osakeyhtiö) und Helsinki Media Company zu SanomaWSOY. Das neue Unternehmen wurde zum Mehrheitseigner an Rautakirja, nachdem WSOY zuvor 31,7 Prozent und Sanoma 23,0 Prozent der Aktien gehalten hatte. Die vier beteiligten Unternehmen bleiben innerhalb von SanomaWSOY als weitgehend eigenständige Geschäftsbereiche erhalten. Zum Ende des Jahres 1999 publizierte Helsinki Media 48 Zeitschriftentitel in Finnland und Schweden, trat über HTV als Anbieter von Kabelfernsehen, Pay-TV und Internetanschlüssen auf und erzielte mit Nelonen einen nationalen Marktanteil von 10 Prozent. Sowohl Sanoma mit seinem Zeitungsgeschäft als auch WSOY mit dem Verlegen und Drucken von Büchern erzielten 1999 Umsatzrenditen von jeweils 11,1 Prozent. Das am 10. September 1910 als Rautatiekirjakauppa (dt. Eisenbahnbuchhandlung) gegründete und später zu Rautakirja (dt. Eisenbuch) verkürzte Unternehmen betrieb 1999 insgesamt 918 Kiosks der Kette R-kioski und die Distribution von Presseerzeugnissen in Finnland und Estland. Außerdem besaß es die Kinokette Finnkino und die Buchhandelskette Suomalaisen Kirjakauppa und trat auch als Betreiber von Restaurants auf, darunter die 19 finnischen Filialen von Pizza Hut.
Zum 1. Oktober 2000 wurde ein fünfter Geschäftsbereich SWelcom etabliert, in den sämtliche Aktivitäten der Helsinki Media aus den Bereichen Fernsehen und Internet überführt wurden, so dass dort nur die Zeitschriftentitel verblieben. Im Dezember 2000 startete HTV das Internetportal Welho mit Angeboten für Kunden von Breitband-Internetzugängen.
Am 1. Oktober 2001 kaufte SanomaWSOY für 1,25 Milliarden Euro vom niederländischen Verlagshaus VNU die Consumer Information Group (CIG) mit einem Portfolio von 250 Zeitschriftentiteln und stieg damit zum fünftgrößten europäischen Zeitschriftenverlag auf. SanomaWSOY war Marktführer in Finnland, den Niederlanden, Belgien, Ungarn und der Tschechischen Republik und verfügte auch in Kroatien, Rumänien, der Slowakei und Schweden über Marktanteile. Die eigenen rund 50 Zeitschriftentitel der Helsinki Media Company wurden mit denen der CIG zu Sanoma Magazines zusammengefasst.
Nachdem SanomaWSOY zuvor mit 57 Prozent bereits Mehrheitsaktionär gewesen war, wurden zum 1. März 2003 die restlichen Aktien an Rautakirja erworben.
Im Konzern waren 2007 annähernd 19.587 Mitarbeiter beschäftigt.

Firmenlogo von 2008 bis 2013

Zum 1. Oktober 2008 erfolgte die Rückbenennung von SanomaWSOY in Sanoma und eine Umstrukturierung in fünf Geschäftsbereiche: Zeitschriften (Sanoma Magazines), Nachrichten (Sanoma News), Bücher (Sanoma Learning & Literature), Unterhaltung (Sanoma Entertainment) und Einzelhandel (Sanoma Trade).
Im April 2011 verkaufte Sanoma den Verlag WSOY an die schwedische Mediengruppe Bonnier und erwarb im Gegenzug deren Anteile an zwei Schulbuchverlagen. Tammi Oppimateriaalit wurde mit den eigenen WSOYpro zu Sanoma Pro kombiniert und das schwedische Bonnier Utbildning wurde in Sanoma Utbildning umbenannt.
In Deutschland war Sanoma durch die Esmerk GmbH (Würzburg) vertreten, eine Tochter der Esmerk Oy, die im Juni 2012 an M-Brain Oy verkauft wurde.
Im Dezember 2019 erwarb Sanoma die norwegische Firma itslearning mit der gleichnamigen Lernplattform.
Im Juni 2022 erwarb Sanoma den deutschen Stark Verlag (bekannt vor allem durch die Rote Reihe) zusammen mit dem italienischen Schulgeschäft von Pearson.